# Deutsche Schwimmmeisterschaften 1999
Die 111. Deutschen Meisterschaften im Schwimmen fanden vom 27. bis 30. Mai 1999 in Leipzig in der Universitätsschwimmhalle statt. Insgesamt nahmen in 40 Wettbewerben 732 Athleten aus 197 Vereinen teil.
| Disziplin           | Männer             | Männer           | Männer   | Frauen                                | Frauen                                | Frauen   |
| Disziplin           | Name               | Verein           | Zeit     | Name                                  | Verein                                | Zeit     |
| ------------------- | ------------------ | ---------------- | -------- | ------------------------------------- | ------------------------------------- | -------- |
| 50 m Freistil       | Sven Guske         | Post SV Leipzig  | 00:23,39 | Sandra Völker                         | SG Hamburg                            | 00:25,68 |
| 100 m Freistil      | Aimo Heilmann      | 1. Potsdamer SV  | 00:50,73 | Sandra Völker                         | SG Hamburg                            | 00:55,55 |
| 200 m Freistil      | Aimo Heilmann      | 1. Potsdamer SV  | 01:50,04 | Kerstin Kielgaß                       | Wasserfreunde Spandau 04              | 02:01,38 |
| 400 m Freistil      | Jörg Hünecke       | SC Magdeburg     | 03:54,96 | Hannah Stockbauer                     | SSG Erlangen                          | 04:12,52 |
| 800 m Freistil      |                    |                  |          | Hannah Stockbauer                     | SSG Erlangen                          | 08:35,91 |
| 1500 m Freistil     | Jörg Hoffmann      | 1. Potsdamer SV  | 15:33,04 |                                       |                                       |          |
| 50 m Brust          | Mark Warnecke      | SG Essen         | 00:27,92 | Janne Schäfer                         | TV Jahn Wolfsburg                     | 00:32,56 |
| 100 m Brust         | Jens Kruppa        | SC Riesa         | 01:02,57 | Silvia Pulfrich                       | SV Nikar Heidelberg                   | 01:10,11 |
| 200 m Brust         | Jens Kruppa        | SC Riesa         | 02:17,09 | Anne Poleska                          | SG Krefeld                            | 02:31,46 |
| 50 m Rücken         | Stev Theloke       | SC Chemnitz 1892 | 00:26,04 | Sandra Völker                         | SG Hamburg                            | 00:29,07 |
| 100 m Rücken        | Steffen Driesen    | SG Bayer W/U/D   | 00:55,96 | Sandra Völker                         | SG Hamburg                            | 01:01,63 |
| 200 m Rücken        | Sebastian Halgasch | SSV Leutzsch     | 02:01,41 | Cathleen Rund                         | SC Neukölln                           | 02:13,73 |
| 50 m Schmetterling  | Thomas Rupprath    | SG Neuss         | 00:24,68 | Katrin Jäke                           | SC Riesa                              | 00:27,67 |
| 100 m Schmetterling | Christian Keller   | SG Essen         | 00:53,90 | Katrin Jäke                           | SC Riesa                              | 01:00,61 |
| 200 m Schmetterling | Thomas Rupprath    | SG Neuss         | 01:57,53 | Katrin Jäke                           | SC Riesa                              | 02:10,18 |
| 200 m Lagen         | Christian Keller   | SG Essen         | 02:02,82 | Annika Mehlhorn                       | SG ACT/Baunatal                       | 02:16,28 |
| 400 m Lagen         | Jirka Letzin       | SC DHfK Leipzig  | 04:23,12 | Annika Mehlhorn                       | SG ACT/Baunatal                       | 04:50,36 |
| 4 × 100 m Freistil  | SGS Hannover       | SGS Hannover     | 03:25,05 | SG Bayer Wuppertal/Uerdingen/Dormagen | SG Bayer Wuppertal/Uerdingen/Dormagen | 03:53:53 |
| 4 × 200 m Freistil  | SGS Hannover       | SGS Hannover     | 07:35,20 | SG Bayer Wuppertal/Uerdingen/Dormagen | SG Bayer Wuppertal/Uerdingen/Dormagen | 08:26,34 |
| 4 × 100 m Lagen     | SSV Leutzsch       | SSV Leutzsch     | 03:45,30 | SC Magdeburg                          | SC Magdeburg                          | 04:20,26 |